# Gäddnäsholmen
Gäddnäsholmen är en ö i Finland. Den ligger i Perho å och i kommunen Karleby i den ekonomiska regionen  Karleby  och landskapet Mellersta Österbotten, i den centrala delen av landet, 400 km norr om huvudstaden Helsingfors. Öns area är 6,1 hektar och dess största längd är 0,6 kilometer i sydöst-nordvästlig riktning.